# Cyrus Ingerson Scofield
Cyrus Ingerson Scofield (ur. 19 sierpnia 1843 w Clinton w hrabstwie Lenawee w stanie Michigan, zm. 24 lipca 1921 w Doughlaston na Long Island) – amerykański prawnik, polityk, pastor i teolog protestancki, kaznodzieja kongregacjonalistyczny, kreacjonista. Jego poglądy wywarły wpływ na ukształtowanie się chrześcijańskiego fundamentalizmu.

## Życiorys
W młodości przeprowadził się do Tennessee. Podczas wojny secesyjnej walczył w armii konfederatów. Za udział w bitwie pod Antietam odznaczony Krzyżem Honorowym. Po zakończeniu wojny poślubił w 1866 roku Leontene Cerrè, z którą doczekał się dwójki dzieci. Pracował w kancelarii prawnej w Saint Louis, a następnie w Atchison w stanie Kansas. W latach 1871–1873 był deputowanym do Izby Reprezentantów stanu Kansas. W 1873 roku został mianowany prokuratorem stanowym, odwołano go jednak po siedmiu miesiącach w związku z oskarżeniami o nadużycie władzy. Po dymisji popadł w alkoholizm, co doprowadziło do separacji z żoną w 1877 roku.
W 1879 roku wyjechał do Saint Louis, gdzie pod wpływem kazań kongregacjonalistycznego kaznodziei Jamesa H. Brookesa doznał nawrócenia. Przystąpił do YMCA, a w 1882 roku został pastorem w zborze kongregacjonalistów w Dallas w Teksasie. W tym samym roku ostatecznie rozwiódł się z żoną, zawierając ponowne małżeństwo z Hettie Hall von Wartz. Od 1895 roku był pastorem w Northfield w stanie Massachusetts. W 1910 roku przeszedł do Kościoła prezbiteriańskiego. W 1914 roku założył szkołę biblijną w Filadelfii.
W 1888 roku opublikował swoją pierwszą pracę, Rightly Dividing The Word of Truth. Jego głównym dziełem jest wydana w 1909 roku opatrzona komentarzami edycja Biblii króla Jakuba pt. Scofield Reference Bible. W pracy tej zaprezentował dyspensacjonalistyczną interpetację Pisma Świętego, dzieląc dzieje ludzkości na siedem epok. Opowiadał się także za premillenaryzmem, twierdząc że powrót Chrystusa na ziemię zapoczątkuje tysiącletnie Królestwo Boże, zakończone Sądem Ostatecznym.
Bronił dosłownej interpretacji Pisma Świętego. Jako zwolennik katastrofizmu argumentował za ogólnoświatowym zasięgiem potopu, próbował także uzgodnić początek Księgi Rodzaju z danymi na temat wieku Ziemi dostarczanymi przez geologię i paleontologię. Akceptując podaną przez arcybiskupa Usshera datę 4004 p.n.e. jako rok stworzenia człowieka przyjął, że między opisami zawartymi w Rdz 1,1 a Rdz 1,2 nastąpiła nieokreślona przerwa czasowa, w której można zmieścić wyszczególnione przez naukę epoki geologiczne. Powołując się na przekleństwo rzucone przez Noego na potomstwo Chama usprawiedliwiał także istnienie niewolnictwa.